# Archidiakonat Trinitatis
Das Archidiakonat Trinitatis war einer der drei rechtsrheinischen Kirchenbezirke der Speyerer Diözese und dem Propst des Kollegiatstifts „St. Trinitatis ac Omnium Sanctorum“ in Speyer unterstellt. Sein Archidiakonat war wiederum in die drei Land- bzw. Ruralkapitel Weil der Stadt, Grüningen und Vaihingen unterteilt.

## Geschichte

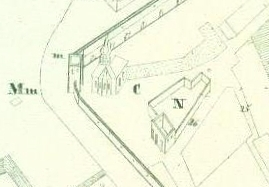
Allerheiligenstift (C) und Ruine von St. Peter (N) um 1730 in Speyer

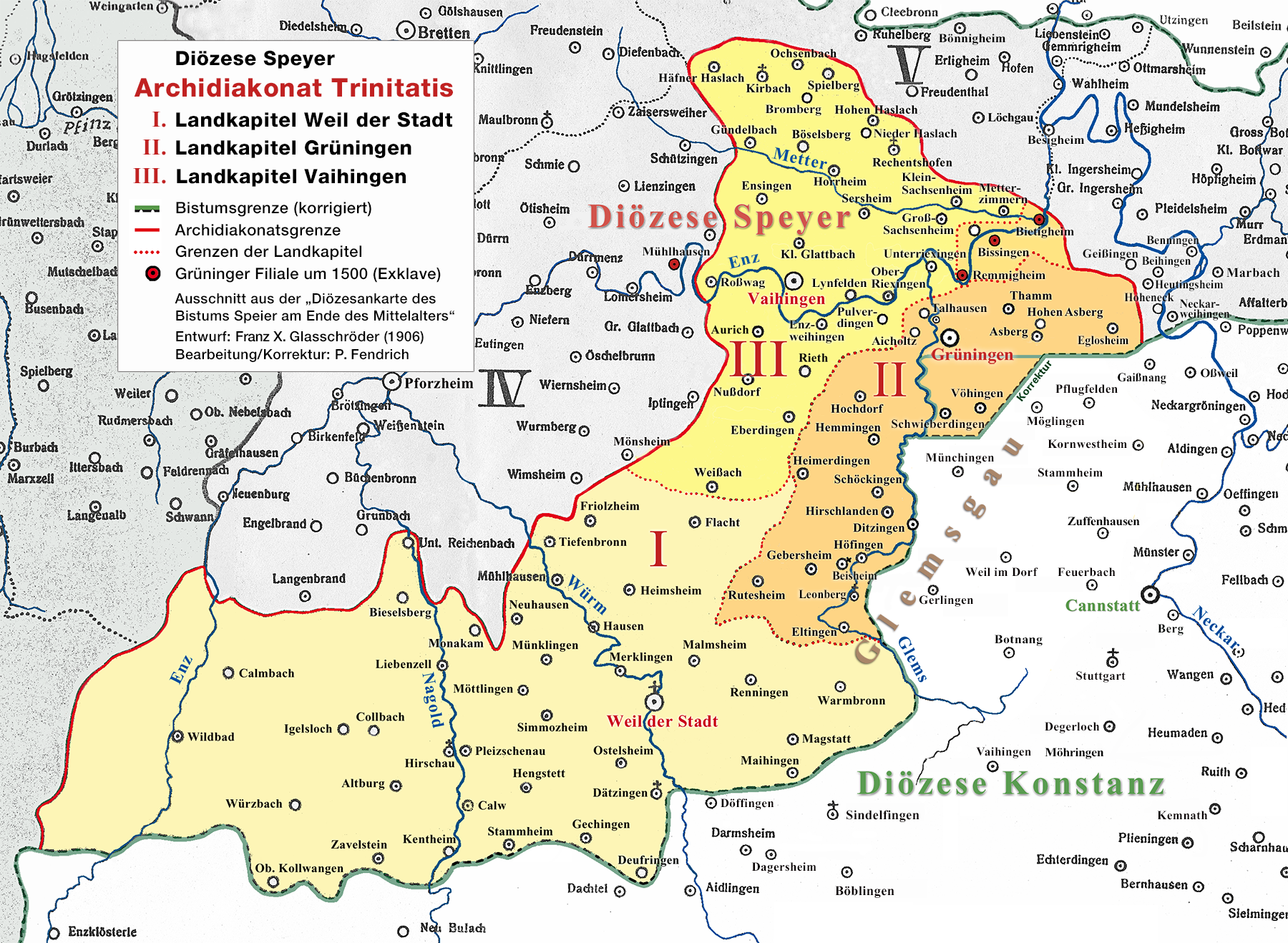
Die drei Landkapitel im Archidiakonat Trinitatis: Weil der Stadt (I), Grüningen (II) und Vaihingen (III)

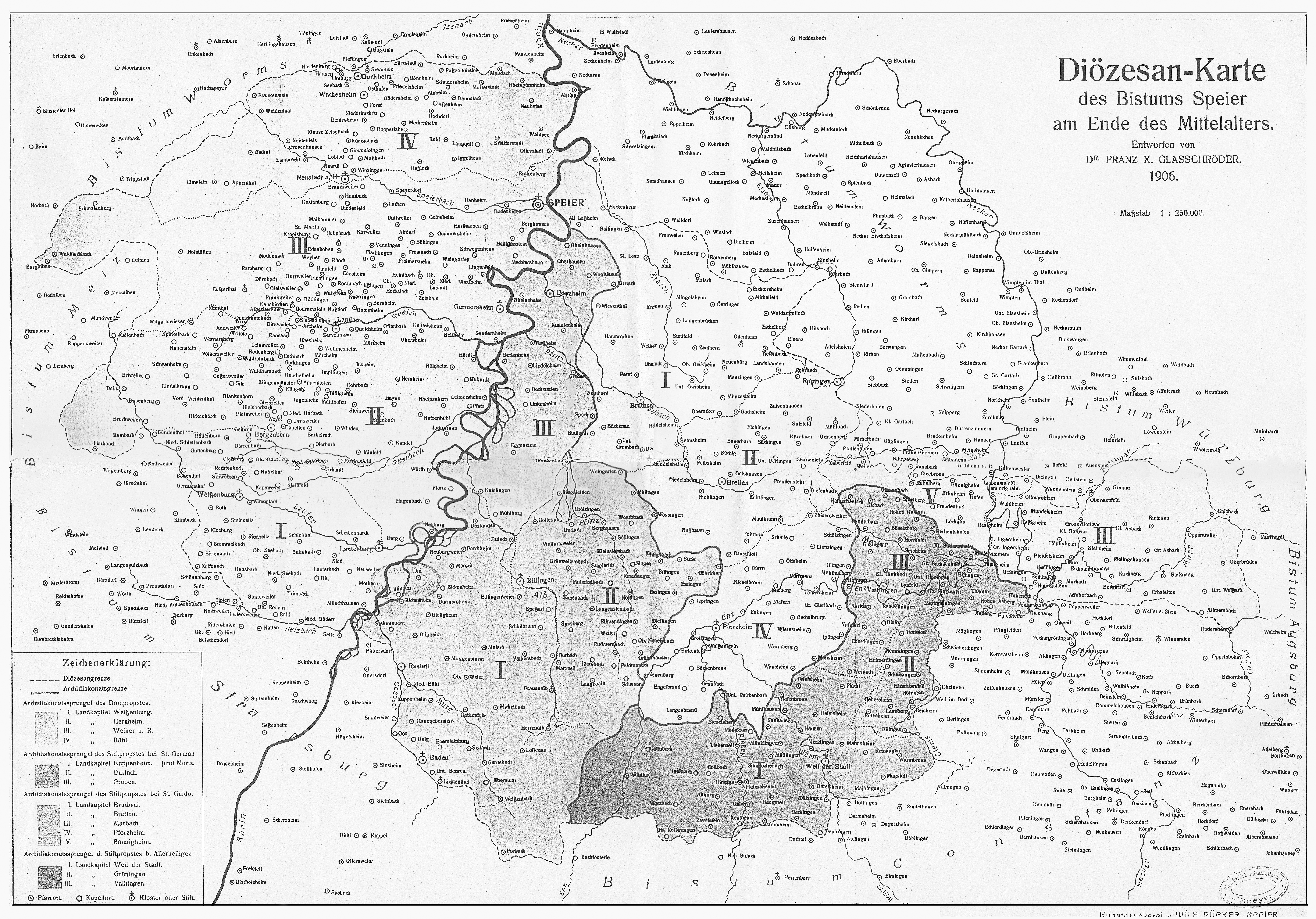
Diözesan-Karte des gesamten Bistums (um 1500) mit Unterteilung in Archidiakonate und Landkapitel (von Glasschröder 1906)

### Struktur und Lage
Sitz des Archidiakonats Trinitatis war das innerhalb Speyers gelegene „Dreifaltigkeits-“ oder „Allerheiligenstift“, das unter anderem aus der im 11. Jahrhundert von Bischof Sigebodo erbauten Stiftskirche bestand. Das Stift war südwestlich vom Dom zwischen der Stadtmauer und der älteren Peterskirche angesiedelt. 
Im Pfälzischen Erbfolgekrieg wurde das Stift 1689 durch den Stadtbrand von Speyer zerstört und später wieder aufgebaut. Nach der Französischen Revolution wurde es im Zuge der französischen Annexion der linksrheinischen Gebiete auf Abbruch versteigert und abgerissen. 
Die Speyerer Diözese war in vier Archidiakonate unterteilt, die von den Pröpsten der vier in Speyer ansässigen Stifte geleitet wurden: Hierarchisch am höchsten stand der Dompropst als erster Bischofsstellvertreter, Vorsitzender des Domkapitels und Archidiakon des gesamten linksrheinischen und damit ältesten Diözesanteils. Für die drei rechtsrheinischen Archidiakonate waren die Pröpste der drei Sekundarstifte St. German, St. Guido und St. Trinitatis (Heilige Dreifaltigkeit) zuständig. Die Pröpste gehörten dem Domkapitel an und wurden in der Regel auch aus diesem heraus in ihre Position berufen. 
Der Bezirk des Archidiakonats Trinitatis des Propsts des Allerheiligenstifts lag im Südosten der Speyerer Diözese und war in drei Sprengel, das Landkapitel Weil der Stadt, das Landkapitel Grüningen und das Landkapitel Vaihingen, unterteilt, in denen jeweils ein Dekan als Stellvertreter des Propstes schaltete und waltete (siehe Karten). Die südliche Grenze dieses Archidiakonats zur Diözese Konstanz entsprach dem Verlauf der um 500 nach Christus geschaffenen fränkisch-alemannischen Demarkationslinie, an der entlang sich das ursprünglich linksrheinische Bistum nach Osten ausdehnte und zusammen mit dem Kloster Weißenburg die Christianisierung des nun fränkisch dominierten Gebiets betrieb.
Durch die Reformation in Württemberg gingen der Diözese Speyer nach 1534 große Teile ihres rechtsrheinischen Gebiets und darunter das gesamte Archidiakonat Trinitatis verloren.

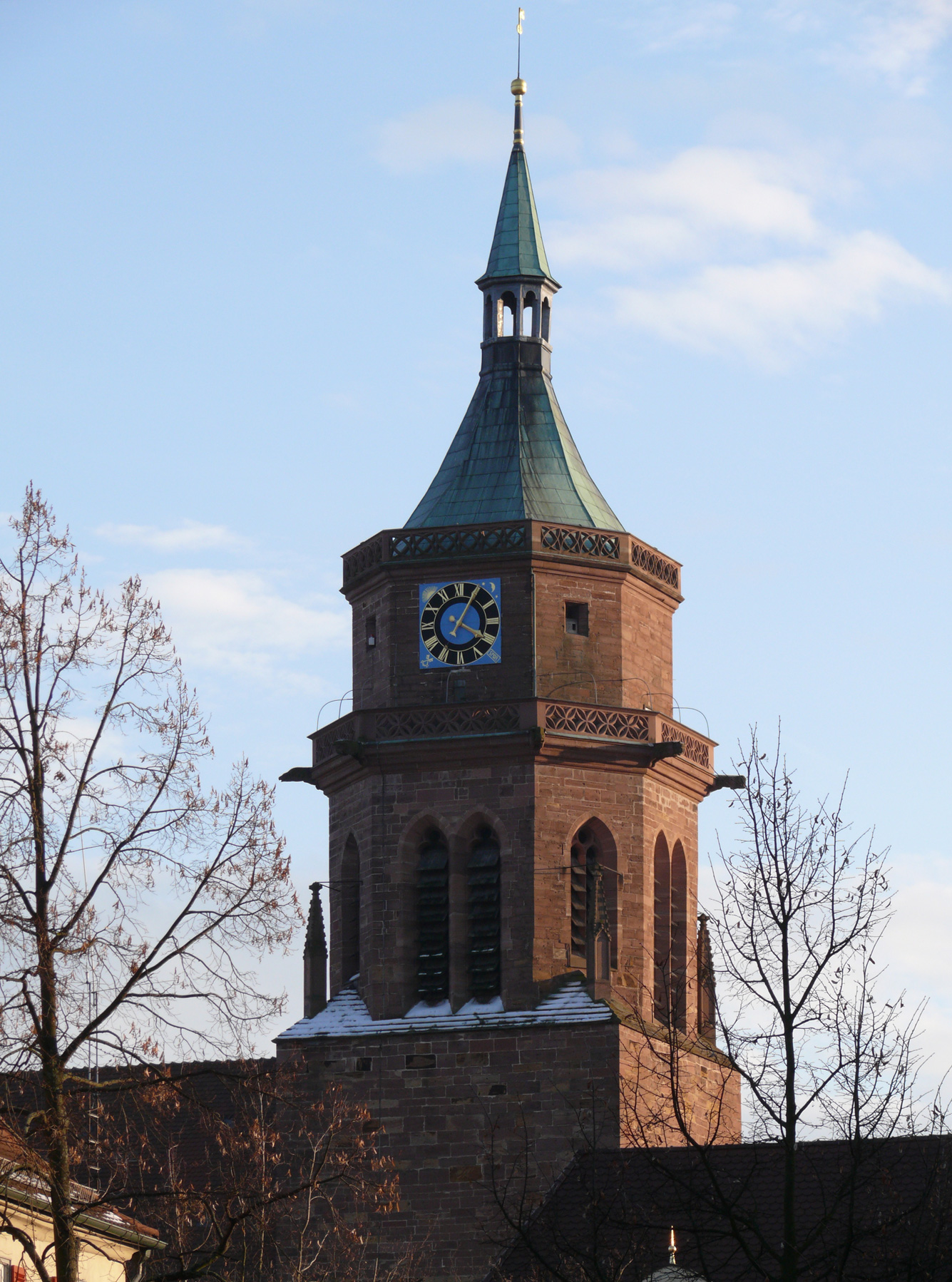
Stadtkirche St. Peter und Paul in Weil der Stadt
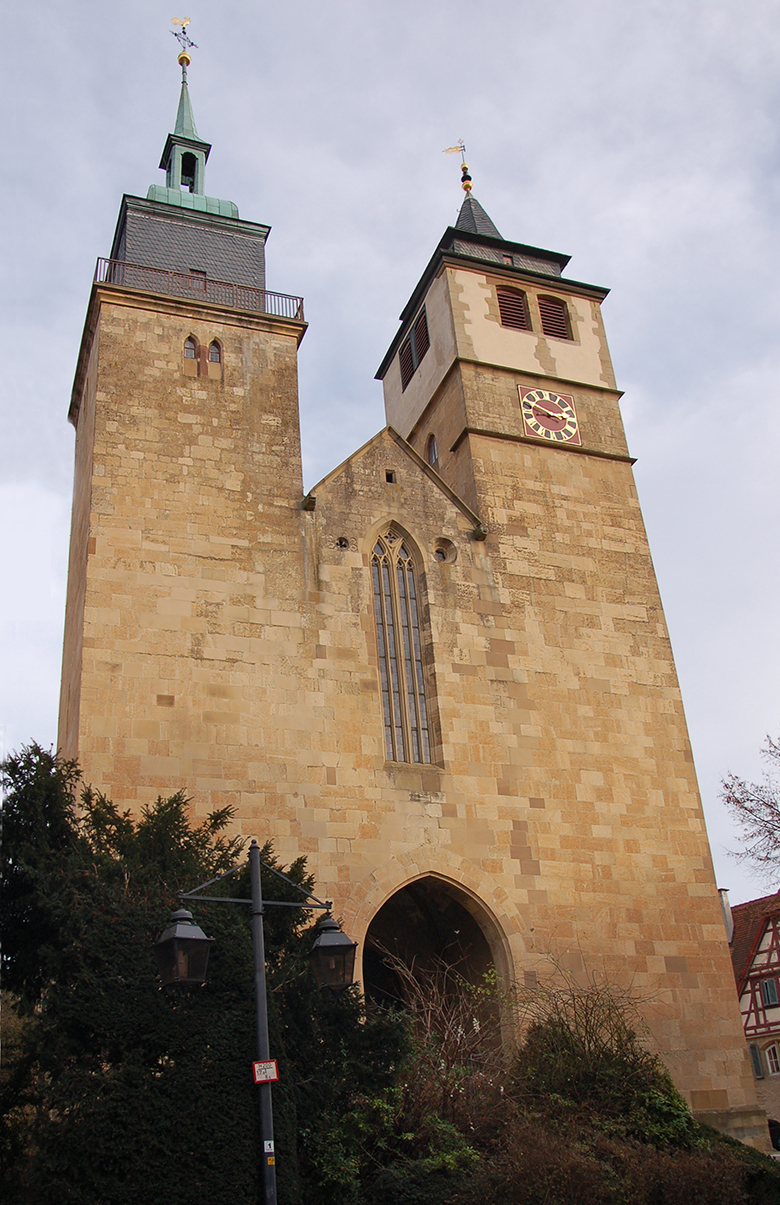
Bartholomäuskirche im ehemaligen Grüningen
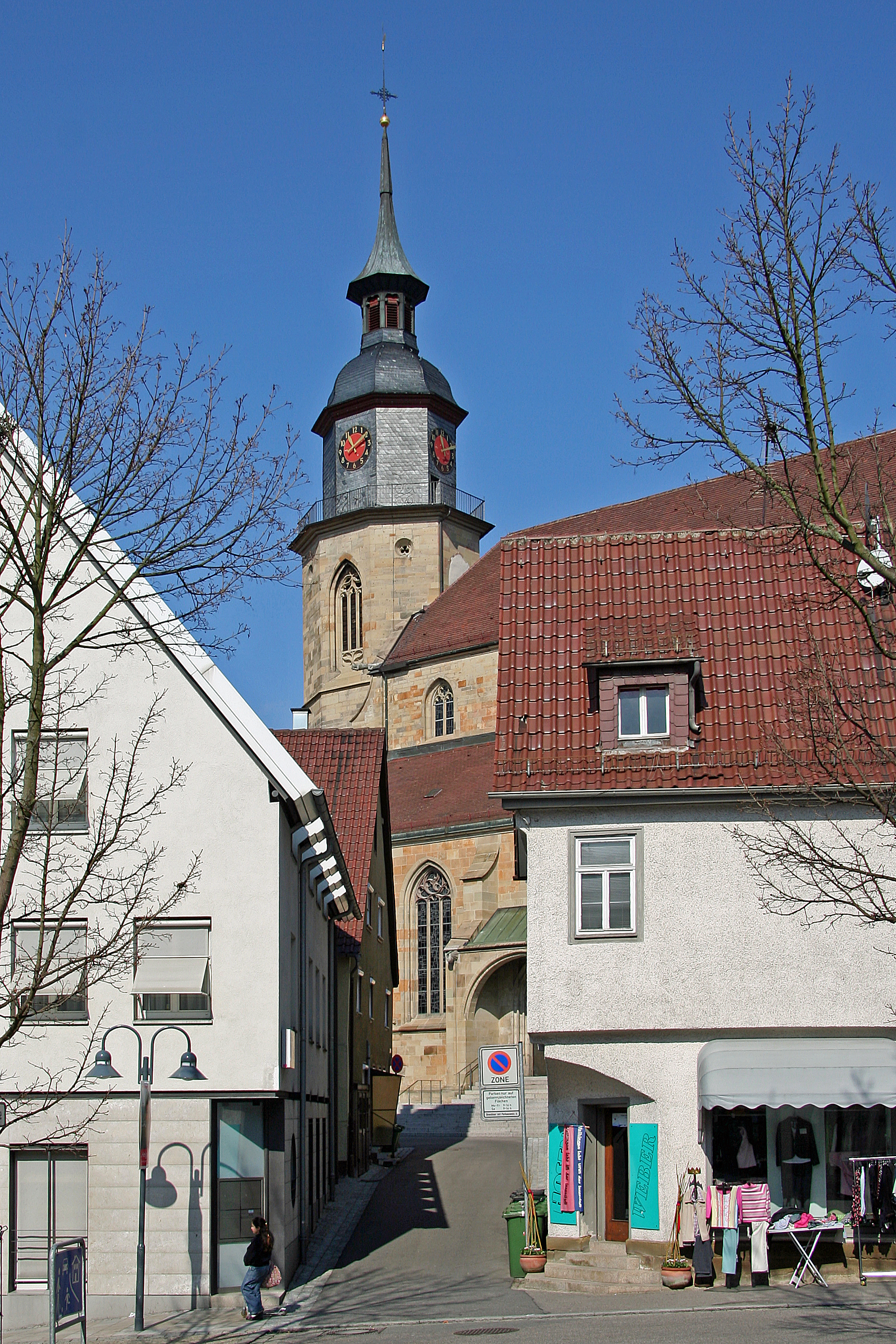
Die Stadtkirche löste in Vaihingen die Peterskirche ab.

### Stiftspröpste als Archidiakone
Ein Propst (von lat. „praepositus“ abgeleitet) musste im Mittelalter kein Kleriker sein. Er war Vorsteher der Kanoniker seines jeweiligen Kollegiatstifts und Leiter der äußeren Angelegenheiten eines Dom- oder Stiftskapitels. Der Dompropst und die drei Stiftspröpste zu Speyer waren darüber hinaus in die Diözesanverwaltung eingebunden und genossen als Stellvertreter des Bischofs auch einige Pontifikalien. Wegen der im Hochmittelalter häufig gegebenen Doppelbelastung der Speyerer Bischöfe als Reichskanzler wurden die Stiftspröpste immer mehr in die Territorialpolitik des Bischofs und in die Kanzleiarbeit einbezogen. Dies führte bei der Archidiakonatsverwaltung zu einer Kompetenzverlagerung: Im Laufe des 13. Jahrhunderts ging die Besitzverwaltung der Stifte sukzessive von den Pröpsten auf die Stiftskapitel über, repräsentiert vom jeweiligen Dekan, der dadurch an Einfluss gewann. Mit der Visitation der Pfarreien beauftragten die Archidiakone zunehmend Offiziale und Vikare. Über die Konzentration auf „höhere Aufgaben“ schafften etliche Pröpste – auch vom Dreifaltigkeitsstift – den Karrieresprung zum Bischof.
Im Mittelalter erwähnte Archidiakone von Sankt Trinitatis:
- 1148 trat neben den drei anderen Speyerer Stiftspröpsten ein „praepositus sanctae trinitatis Lambertus“ als Zeuge der Stiftungsbestätigung des Speyerer Bischofs Günther von Henneberg fürs Kloster Maulbronn auf.[4] Teile des Stiftungsguts stammten aus dessen Landkapiteln Grüningen und Vaihingen.

- 1152 erwähnte der Speyerer Bischof Günther von Henneberg in einer Urkunde fürs Kloster Maulbronn einen „magistro scolarum sanctęque Trinitatis preposito Winemaro“.[5] Am 13. März 1157 wurde derselbe „Winemarus, prepositus de sancta Trinitate et magister scolarum,“ in einer weiteren Urkunde dieses Bischofs letztmals erwähnt.[6]

- 1157 bezeugten „Witichint prepositus“ und „Gozolt custos“ von „sanctę Trinitatis“ eine in Hirsau ausgestellte Urkunde des Speyerer Bischofs Günther von Henneberg für das im Archidiakonat Trinitatis gelegene Kloster Hirsau.[7] 1160 wurde erneut „Withekint, prepositus de sancta trinitate,“ in einer Urkunde des Bischofs aufgeführt.[8]

- 1180 bezeugte ein „prepositus Cunradus de sancta Trinitate“ eine Urkunde des Speyrer Bischofs Ulrich II. von Rechberg zum Rechtsstreit zwischen dem Priester von Germersheim und dem Kloster Maulbronn.[9] 1181 wurde derselbe Konrad in einer Schenkungsurkunde für Maulbronn als „prepositus de Omnibus Sanctis“ bzw. Propst von Allerheiligen bezeichnet.[10] 1183 und 1186 wurde er wieder „prepositus de sancta Trinitate“ genannt.[11] 1188 bezeugte er erneut zweimal als „Cunradi prepositi ecclesiae Omnium Sanctorum“ (Allerheiligen),[12] um 1189 wieder als „Cunradus sancte trinitatis in Spira prepositus“ in Erscheinung zu treten.[13]

- 1203 trat „Bertholdus ecclesie sancte trinitatis prepositus“ in einer Urkunde des Speyerer Bischofs und Reichskanzlers Konrad III. von Scharfenberg auf.[14] 1209 bezeugte „Bertholdus praepositus sanctae trinitatis in Spira“ eine Urkunde von Kaiser Otto IV.[15]

- 1219 bezeugte „Cunradus prepositus sancte Trinitatis“, vermutlich bereits der spätere Bischof Konrad von Thann, einen Vergleich des Bischofs Konrad von Speyer und Metz zwischen dem Dorf St. Leon und dem Bauhof Altlußheim.[16] Danach trat dieser Stiftspropst erneut als Zeuge auf; 1224 und 1231 schließlich für den neuen Bischof Beringer von Entringen.[17] 1233 wurde Konrad von Thann, „in jungen Jahren bereits Propst des Dreifaltigkeitsstifts“, zum Bischof von Speyer ernannt.[18]

- Der 1233 nachfolgende „C. prepositus sancti Trinitatis Spirensis“ (Propst „C[onrad]“ vom Dreifaltigkeitsstift zu Speyer) könnte laut Zölch Konrad von Eberstein gewesen sein, der 1237 auch als Bischof Nachfolger Konrads von Thann wurde.[19]

- 1244 bezeugte „Bertholdus dictus de Hoenhart prepositus sancte trinitatis“ zwei Urkunden Bischofs Konrad von Eberstein.[20]

- 1249 trat „Magister Adelvolcus, scolasticus et sancte trinitatis prepositus,“ als Zeuge für einen Tausch des erwählten Bischofs Heinrich von Leiningen auf.[21] 1250 beauftragte Papst Innozenz IV. in Lyon seinen „dilecto filio ... preposito ecclesie sancte Trinitatis Spirensis“ mit dem Vollzug des Entscheids des Kardinaldiakons Richard von St. Angelo zur Wiedereinsetzung von Kloster Odenheim in den Besitz der Kirche zu (Groß-)Gartach und die Verurteilung Alberts von Hohenstein zum Schadensersatz.[22] 1252 bezeugte „Adelvolcus prepositus sancte Trinitatis“ in Maulbronn die widerrufbare Ernennung Heinrichs von Enzberg zum Klostervogt.[23] 1255 genehmigten der erwählte Bischof Heinrich von Speyer und Würzburg, Dekan Werner der Domkirche und Propst Adelvolk zur Heiligen Dreifaltigkeit in Speyer (mit Siegel) die durch den edlen Vogt Berthold von Weißenstein im Wege des Verkaufes und der Schenkung an die Priorin und den Konvent von Rechentshofen geschehene Überlassung aller seiner Güter einschließlich des Patronatrechts zu Hohenhaslach.[24]

- 1270 inkorporierte Egenolf von Landsberg, Propst und Archidiakon der Kirche zur Heiligen Dreifaltigkeit in Speyer, dem Stift Sindelfingen die Kirche in Dilgshausen und ihre Tochter, die Kapelle in Leonberg, deren Patronatsrecht dem Stift von seinem Propst Heinrich von Hailfingen geschenkt worden war.[25]

- 1329 wählte man den Propst vom Dreifaltigkeitsstift Gerlach von Erbach zum Bischof von Worms, was jedoch der Papst nicht bestätigte. Es kam im Bistum Worms zum Schisma, in dessen Verlauf der Kleriker 1332 eines gewaltsamen Todes starb.

- 1340 bestätigte Stiftspropst Rudolf von Fleckenstein die Stiftung einer Messpfründe in der „Pfarrkirche zu Grüningen“.[26]

- 1358 bestätigte Archidiakon Eberhard von Sickingen, dass der Frühmesser des Altars St. Johanns des Evangelisten in der Pfarrkirche zu Grüningen vor ihm 33 Morgen Brachensacker in Vehinger Mark zu Erblehen verliehen hat.[27]

- 1439 bis zu seinem Tod, 1450, hatte Andreas von Oberstein das Amt als Stiftspropst und Archidiakon inne.

Domscholaster Karl Joseph von Mirbach wurde am 7. März 1758 vermutlich letzter Propst des Dreifaltigkeitsstifts, das durch die Reformation in Württemberg (ab 1534) seine territorialherrschaftliche Bedeutung längst eingebüßt hatte.